# Imad Jabarin
Pour les articles homonymes, voir Jabarin.
Imad Jabarin  (en arabe,  عماد جبارين ; en hébreu,  עימאד ג'בארין  ; autres orthographes Imad Jabrin, Imad Gabarin) est un acteur de cinéma et de théâtre arabe israélien, également dramaturge, traducteur  et professeur de théâtre. 
Il a écrit plusieurs pièces pour le Théâtre Al-Saraya, la troupe arabe du Arab-Hebrew Theatre de Jaffa dont, en 2000, Cloudy Moon (ou Clouded Moon : Lune nuageuse). Il a traduit en arabe en 2006 Veiled, alias Masqués (מסכות) d’Ilan Hatzor.
Il est également professeur de jeu d’acteurs et d’histoire du théâtre à L’Académie de théâtre (Drama Academy) de Ramallah. 

## Filmographie
- 2007 : La Visite de la fanfare d’Eran Kolirin : Major-général Camal Abdel Azim
- 2004 : La Fiancée syrienne d’Eran Riklis : George (comme Imad Jabrin)
- 2004 : Tu marcheras sur l'eau d’Eytan Fox : L’oncle de Rafik
- 2002 : Les Fiancés de Haïfa (Hatzotzra Ba-Vadi : La trompette dans l'Oued)[4],[5] de Lana et Slava Chaplin : Wahid[6] (comme Imad Gabarin)

## Théâtre partiel
Traducteur et acteur
- 2006 : Veiled, alias Masqués (מסכות) d’Ilan Hatzor, Arab-Hebrew Theatre, Jaffa, dirigé par Norman Issa, joué également par Yousef Sweid[7]

Auteur et acteur
- 2000 : Clouded Moon, d’après En attendant Godot de Samuel Beckett, Arab-Hebrew Theatre, Jaffa, dirigé par Adib Jahshan, joué également par Johnny Arbid[8]